# Psion Series 3
Psion Series 3 — портативный (карманный) компьютер, выпускавшийся компанией Psion.
Было выпущено несколько вариантов этого устройства: Psion 3 (1991), Psion 3a (1993), Psion 3c (1996), Psion 3mx (1998). Компания Acorn Computers продавала Psion 3 как Acorn Pocket Book.
Большинство покупателей высоко оценили Series 3 за высокую продолжительность работы (до 35 часов от двух пальчиковых батареек), а также за качество сборки и программного обеспечения.
Series 3 во многом похож на своего предшественника — КПК Psion Organiser. От него он унаследовал и систему работы с файлами: под экраном располагались значки приложений, а над ними отображался список файлов, открываемых с их помощью.
Всего было выпущено около 1.5 миллионов Psion 3. Его производство было прекращено в 1998 году, когда ему на смену пришли компьютеры Psion Series 5 (Series 4 в продажу не выходили в связи с азиатскими рынками, для которых характерна тетрафобия).

## Описание
Series 3 имеет размеры 165 x 85×22 мм.
Psion 3 питается от 2 пальчиковых батарейки (тип AA). Поскольку устройство не имело энергонезависимой памяти, для сохранения данных в момент смены батарей использовалась резервная батарея-«таблетка». Компьютер также имел разъем для подключения сетевого адаптера.
Имеется встроенный монохромный LCD-дисплей разрешением 480 × 160 (у Psion 3a и старше).
Устройства ввода: QWERTY-клавиатура ноутбучного типа, в моделях Psion 3a и выше имеется встроенный микрофон.
Компьютер работал под управлением 16-битной операционной системы SIBO (EPOC16).
Устройство поддерживает карты памяти формата Psion Solid State Disks.

## Модели

### Psion 3 и Acorn Pocket Book
Psion 3 стал, по сути, первым настоящим карманным компьютером, созданным для того, чтобы заменить бумажный ежедневник и блокнот на их электронный вариант. Помимо органайзера в стандартный набор приложений входили текстовый редактор и редактор электронных таблиц, база данных, мировое время и др.
За исключением названия, Acorn Pocket Book, выпущенный компанией Acorn Computers, полностью идентичен Psion 3.
Psion был разработан собственный язык программирования — OPL, позволяющий создавать приложения, использующие все возможности компьютера.

### Psion 3a / 3aR
Наиболее существенными отличиями этой модели от Psion 3 являются увеличенный экран с разрешением 480 x 160, встроенный микрофон, новый процессор с частотой 7.68МГц, последовательный порт для соединения с другими компьютерами, оперативную память объемом 256Кб, 512Кб, 1Мб или 2Мб (в зависимости от поставки) и новое программное обеспечение (которое, впрочем, было доступно и для Psion 3, но за дополнительную плату).

### Psion 3c
Psion 3c пришел на смену 3a (3b выпущен не был). Основными отличиями от предыдущей модели стали экран, оснащенный подсветкой; наличие инфракрасного порта; измененный тип разъема RS232 (впоследствии тот же тип разъема использовался в Psion 5); увеличенная скорость работы последовательного порта (до 115200 бит/с); а также некоторые косметические изменения (в частности, корпус получил покрытие с эффектом soft-touch).
Кроме того, Psion 3c использовал резервную батарею формата CR1620.

### Psion 3mx
Psion 3mx завершил историю 16-битной операционной системы SIBO (EPOC16). Он появился в 1998 году, когда в продажу уже поступил новый Psion Series 5 с операционной системой EPOC32.
3mx является улучшенной версией Psion 3с. В нем был установлен новый процессор NEC V30MX (80C86 совместимый) с частотой 27.684МГц. Эта модель также имела более быстрый последовательный порт (до 115 Кбит/с). Для совместимости со старым программным обеспечением частота процессора могла быть уменьшена.
Psion 3mx также оснащался экраном с подсветкой и резервной батареей формата CR2035.

## Series 3 в России
Специально для России был выпущен Psion 3aR, являвшийся полной копией Psion 3a и имевший русифицированную операционную систему и клавиатуру.